# Ante Marković
Pour les articles homonymes, voir Marković.
Ante Marković, né le 25 novembre 1924 à Konjic, royaume des Serbes, Croates et Slovènes (actuellement Bosnie-Herzégovine) et mort le 28 novembre 2011 à Zagreb, Croatie, est un homme politique croate, dernier Premier ministre de la république fédérative socialiste de Yougoslavie.

## Biographie
Il adhère au Parti communiste pendant son adolescence, avant le début de la Seconde Guerre mondiale. À partir de 1941, il combat aux côtés des Partisans de Tito.
Il est diplômé du département d'électrotechnique de la faculté technique de l'université de Zagreb en 1954.
De 1961 à 1984, il dirige l'entreprise Rade Končar. Entre 1982 et 1986, il est le Premier ministre de la république socialiste de Croatie.
En 1986, il devient chef de la présidence de la république socialiste de Croatie (devenant ainsi le 7e président croate) en remplacement d'Ema Derosi-Bjelajac. Il occupe cette fonction jusqu'en 1988, où il est remplacé par Ivo Latin.

### Premier ministre de Yougoslavie
Il devient Premier ministre en mars 1989 après la démission de Branko Mikulić. À la fin de l'année, Marković entame un programme de réformes économiques ambitieuses, comportant la stabilisation de la monnaie et la privatisation des entreprises en ouvrant leur capital à leurs employés. La réforme monétaire a pour effet l'arrêt de l'inflation, qui touchait la Yougoslavie depuis plusieurs décennies, ainsi qu'une hausse, brève mais spectaculaire, du niveau de vie, ce qui fait de Marković un des politiciens les plus appréciés de l'histoire yougoslave.
Marković doit aussi son succès à son image de politique occidental moderne, ne lésinant pas sur le maquillage lors de ses apparitions télévisées, ou apparaissant dans quelques publicités télévisées. C'est ainsi qu'il devient la coqueluche des cercles libéraux qui souhaitent la transformation de la Yougoslavie en une fédération démocratique. Marković conserve sa popularité en restant à l'écart des luttes de pouvoir au sein du Parti communiste de Yougoslavie ou en essayant d'agir comme médiateur entre les différentes républiques issues de la Yougoslavie.
Les solutions libérales portées par le « programme Marković » faisaient depuis plusieurs années l'objet d'un consensus auprès des élites communistes, dont Slobodan Milošević, qui proposa un projet de réforme assez proche de celui d'Ante Marković.
Dès le début des années 1980, à la suite des travaux de la commission Krajgher, l'idée d'un passage à l'économie de marché s'impose à l'ensemble de la société politique yougoslave, et est relayé dans un espace public émergent par divers groupes d'intérêts. Néanmoins, l'autogestion demeure populaire parmi les travailleurs, comme en témoignent les grèves à visées autogestionnaires qui ont lieu dans l'ensemble du pays jusqu'à son éclatement. C'est dans ce contexte que les lois Marković entreprennent de transformer la propriété autogérée en propriété privée, sans toutefois le faire ouvertement.
Usant de la duplicité des répertoires de mobilisation, Milošević procède à la captation des mouvements sociaux en Serbie et les exploite pour consolider son propre pouvoir.
À l'éclatement de la Yougoslavie en 1990, le succès apparent de ses réformes et son style font de Marković une personnalité politique populaire. En juillet 1990, il crée l'Union des forces de la réforme (Savez reformskih snaga), un parti politique plaidant pour une Yougoslavie fédérale et réformée. Selon un sondage commandé par le SIV (Conseil exécutif fédéral), son parti a le soutien de 14 % de la population de Bosnie-Herzégovine et moins de 5 % dans les autres républiques.
Son programme est partiellement saboté par Slobodan Milošević et le gouvernement serbe, qui tirent en secret plusieurs millions de billets de banque et les mettent en circulation. L'autorité du gouvernement fédéral est amoindrie par les sécessions de la Slovénie et de la Croatie. Dans les derniers mois de son mandat, Marković essaye, après avoir tenté en vain de faire cesser la sécession slovène, de trouver un compromis entre les sécessionnistes et ceux qui réclamaient le maintien de l'union yougoslave en une seule entité. Ses réformes, malgré leur poursuite par les gouvernements de Bosnie-Herzégovine et de Macédoine, échouent finalement, car l'armée - qui devait être un de leurs principaux soutiens - prend le parti de Milošević et des nationalistes serbes.
En 1991, les États-Unis suspendent toutes les aides financières à la Yougoslavie jusqu'à ce que les 6 républiques organisent des élections libres (1991 Foreign Operations Appropriations Law 101-513), contribuant ainsi à une nouvelle déstabilisation de l'économie, qui s'ajoute à une importante dette extérieure.
Marković reste en fonction même après le début de la guerre, et démissionne seulement en décembre 1991, isolé et sans aucun pouvoir. Il disparaît ensuite de la vie publique avant d'être pressenti comme Premier ministre de Tuđman en raison de sa compétence sur le plan économique. Le poste échoit finalement à Nikica Valentić, qui utilise les recettes de Marković pour stopper l'inflation.

### Après la guerre
Marković s'investit alors dans une carrière d'homme d'affaires, et travaille comme consultant économique pour le gouvernement macédonien au début des années 2000.
Il est cité comme témoin au procès de Slobodan Milošević au Tribunal pénal international pour l'ex-Yougoslavie en 2003. Son apparition rompt 12 ans de silence ; après sa déposition, il donne une interview au magazine Globus (de Zagreb). Dans son témoignage il déclare que Tuđman et Milošević lui avaient confirmé qu'en mars 1991 ils avaient conclu à Karađorđevo un accord pour l'écarter de la vie politique.